# Stocknagel

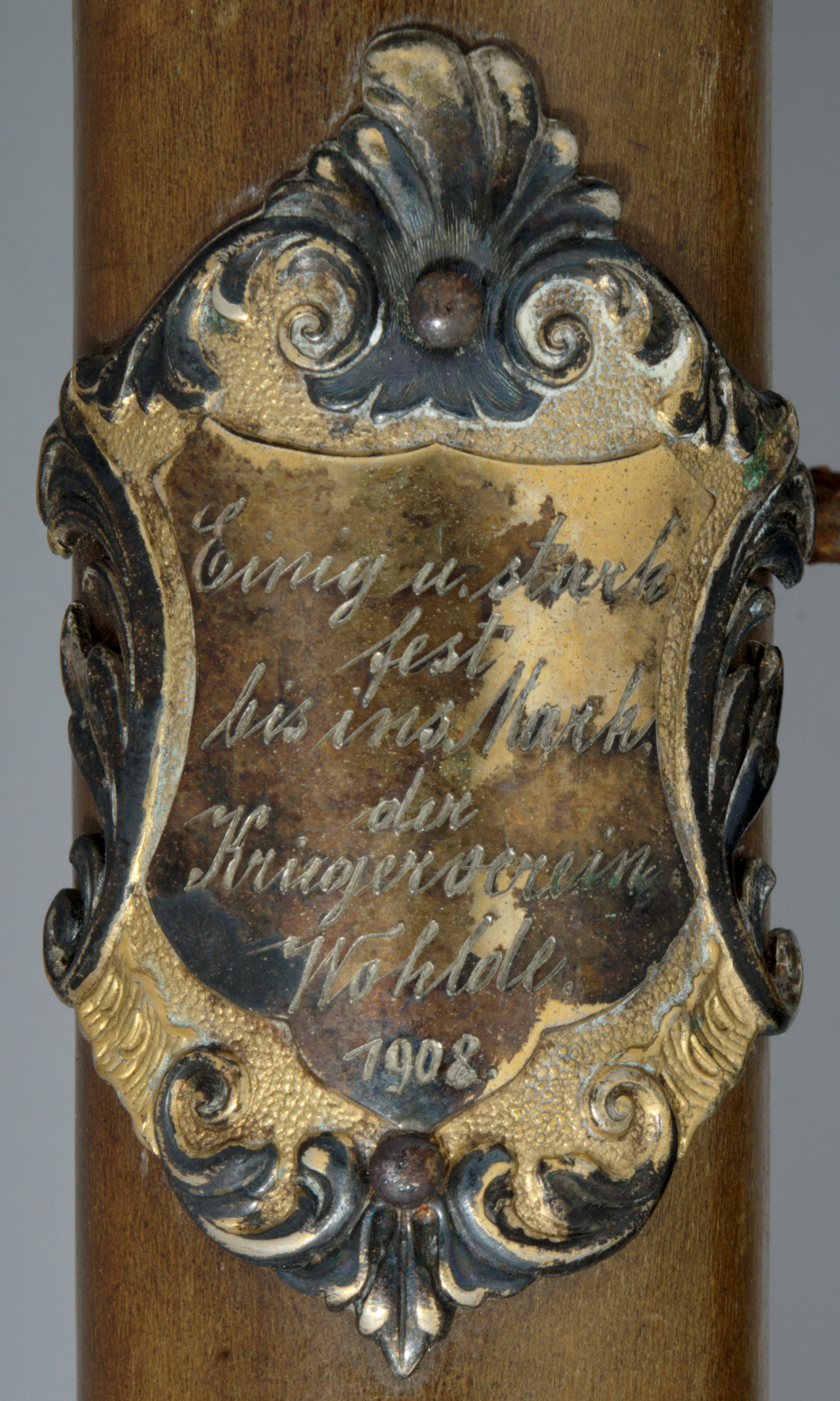
Stockschild bzw. Stocknagel am Fahnenstock des Kriegervereins Wohlde aus dem Jahr 1908
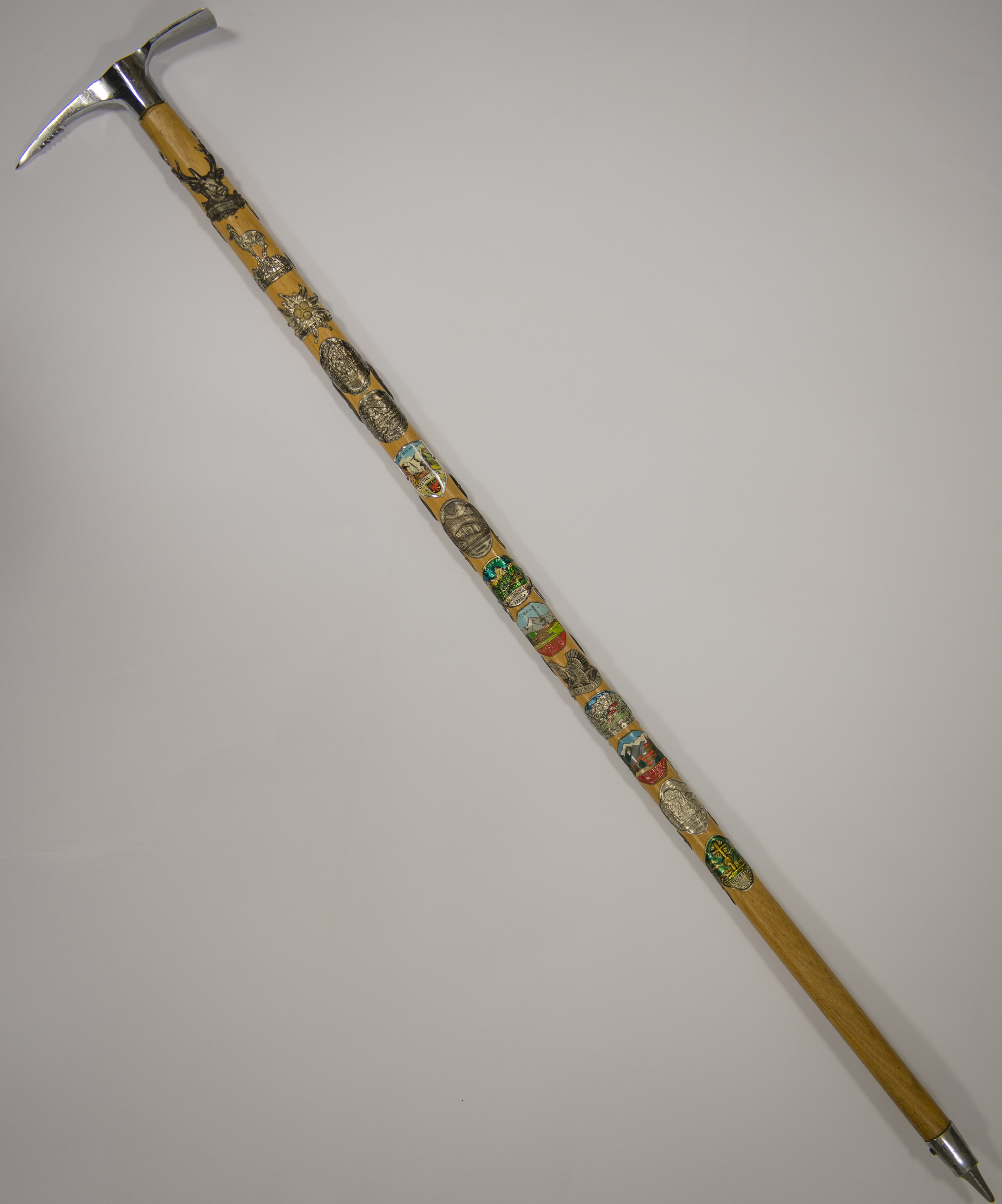
Spazierstock in Form eines  Eispickels mit Stocknägeln

Ein Stocknagel ist eine kleine Plakette aus Blech, die mit ein paar Nägeln an einem Spazier- oder Wanderstock befestigt wird und auf der Sehenswürdigkeiten abgebildet sind. Stocknägel dienen als Souvenir und Sammelobjekt.
Häufig kann man Stocknägel an Wanderrouten, wie zum Beispiel in der Sächsischen Schweiz, oder in Andenkenläden erstehen.
Stocknägel sind ursprünglich eine zentraleuropäische/alpine Tradition; selten sind Stocknägel in anderen Teilen der Welt. Seit Ende der 1990er-Jahre sind Stocknägel jedoch in größeren Nationalparks und anderen Sehenswürdigkeiten der USA zu finden.